# Trachette Jackson
Trachette Jackson (* 24. Juli 1972 in Monroe (Louisiana)) ist eine US-amerikanische Mathematikerin und Hochschullehrerin. Sie ist Professorin für Mathematik und Co-Direktor der Forschungsgruppe Mathematikbiologie der University of Michigan. Ihre Forschung befasst sich mit dem Wachstum von Krebstumoren und der Tumortherapie sowie mit zellbasierten mathematischen Ansätzen, um zu simulieren, wie sich Blutgefäße beim Krebswachstum bilden.

## Leben und Forschung
Jackson besuchte von 1987 bis 1990 die Mesa High School und verbrachte ihre Sommer an dem Math-Science Honors Program der Arizona State University, wo sie ihre Leidenschaft für Mathematik entwickelte. 1994 erhielt sie ihren Bachelor-Abschluss in Mathematik an der Arizona State University. 1996 erwarb sie den Master-Abschluss und promovierte 1998 bei James Dickson Murray an der University of Washington. Die Dissertation trug den Titel „Mathematical Models in Two-Step Cancer Chemotherapy“. Sie forschte als Postdoc am Institut für Mathematik und ihre Anwendungen an der University of Minnesota und von 1999 bis 2000 war sie Postdoktorandin bei John Hope Franklin am Zentrum für Mathematik und Computer in den Biowissenschaften und der Medizin der Duke University. Von 2000 bis 2003 war sie Assistenzprofessorin für Mathematik an der University of Michigan. 2003 wurde sie zum Associate befördert. 2006 wurde sie zum Co-Principal Investigator des von der National Science Foundation (NSF) finanzierten SUBMERGE-Programms der Universität Michigan (Bereitstellung von Erfahrungen in der Forschungsgruppe Biologie und Mathematik) ernannt. 2008 wurde sie ordentliche Professorin an der Mathematikabteilung in Michigan. Sie ist Mitbegründerin und Codirektorin der Mathematics Biology Research Group (MBRG). Das Hauptaugenmerk ihrer Forschung in der mathematischen Onkologie liegt auf der Kombination von mathematischer Modellierung und In-vivo-Tumorvaskularisation, um ein tieferes Verständnis des Tumorwachstums und der Gefäßstruktur der molekularen, zellulären und Gewebeebenen zu erlangen. Sie hat zahlreiche Artikel zum Thema mathematische Onkologie veröffentlicht, 2008 war sie als leitende Redakteurin für die akademische Zeitschrift Cancer Research tätig. Sie ist mit Patrick Nelson verheiratet, mit dem sie zwei Söhne hat.

## Auszeichnungen (Auswahl)
- Medallion of Merit Award, Arizona State University
- 2003: Sloan Research Fellowship (nach Kathleen Adebola Okikiolu die zweite afroamerikanische Frau)
- 2005: James S. McDonnell 21st Century Scientist Award
- 2010: lackwell-Tapia-Preis
- 2011: Imes-Moore Award *2012: Elizabeth Caroline Crosby Award *2014: DAPCEP Real McCoy Award
- 2017: Fellow der Association for Women in Mathematics

## Mitgliedschaften
- Society for Mathematical Biology
- Society for Industrial and Applied Mathematics
- Association for Women in Mathematics

## Veröffentlichungen (Auswahl)
- mit Criminale, W. O.; T. L.; Joslin, R. D.: Theory and computation of hydrodynamic stability. Cambridge Monographs on Mechanics. Cambridge University Press, Cambridge, 2003.
- A Mathematical Investigation of the Multiple Pathways to Recurrent Prostate Cancer: Comparison with Experimental Data Neoplasia 6(6) (2004) 697–704.
- mit R. Lai: A Mathematical Model of Receptor-Mediated Apoptosis: Fas Dying to Know Why FasL is a Trimer Mathem. Biosci. Engin. 1(2) (2004) pp. 325–338.
- A Mathematical Model of Prostate Tumor Growth and Androgen-Independent Relapse Discrete Contin. Dynam. Sys. 4(1) (2004) pp. 187–202.
- mit S. R. Lubkin: Multiphase Mechanics of Capsule Formation in Tumors, J. Biomech. Eng. 124(2) (2002) pp. 237–243.
- mit H. M. Byrne: A Mechanical Model of Tumor Encapsulation and Transcapsular Spread Mathem. Biosci. 180 (2002) pp. 307–328.
- mit  H. M. Byrne: A Mathematical Model to Study the Effects of Drug Resistance and Vasculature on the Response of Solid Tumors to Chemotherapy Math. Biosci. 164 (2000) pp. 17–38.
- mit P. D. Senter,J. D. Murray: Development and Validation of a Mathematical Model to Describe Anti-cancer Prodrug Activation by Antibody-Enzyme Conjugates, J. Theoret. Med. 2(2) (2000) pp. 93–111.
- mit S. R. Lubkin: Theoretical Analysis of Conjugate Localization in Two-Step Cancer Chemotherapy, J. of Math. Bio. (39)4 (1999) pp. 353–376.